# Anne Hyde
Anne Hyde (12 tháng 3 năm 1637 –  31 tháng 3 năm 1671) là Công tước phu nhân xứ York và Albany là người vợ đầu tiên của James, Công tước xứ York (sau này là Vua James II của Anh và VII của Scotland).
Anne là con gái của nhà tiểu quý tộc Edward Hyde (sau này được phong làm Bá tước xứ Clarendon) - và gặp người chồng tương lai của mình khi cả hai sống lưu vong tại Hà Lan. Anne kết hôn với James vào năm 1660 và hai tháng sau đó sinh ra người con đầu lòng. Một số người quan sát không tán thành cuộc hôn nhân, nhưng anh trai của James là Charles II của Anh lại muốn cuộc hôn nhân diễn ra. Một nguyên nhân khác của sự không tán thành là tình cảm công khai mà James thể hiện đối với Anne, chẳng hạn như hôn và dựa vào nhau, được coi là hành vi không đúng đắn từ người chồng sang người vợ trong thế kỷ 17. James và Anne có tám người con, trong đó sáu người không sống sót qua tuổi trưởng thành, và hai người con còn lại là những vị nữ vương tương lai Mary II và Anne I. James nổi tiếng là một kẻ trăng hoa và có nhiều nhân tình, điều khiến Anne thường trách móc ông, và James cũng là cha của nhiều người con ngoài giá thú.
Xuất thân là một người theo Anh giáo, Anne chuyển đổi sang Công giáo ngay sau khi kết hôn với James. Bà được tiếp xúc với Công giáo trong các chuyến thăm Hà Lan và Pháp và bị thu hút mạnh mẽ bởi tôn giáo này. Một phần do ảnh hưởng của Anne, James sau đó cũng chuyển đổi sang Công giáo, điều cuối cùng dẫn đến Cách mạng Vinh quang. Anne mắc căn bệnh ung thư vú giai đoạn cuối và qua đời ngay sau khi sinh người con thứ tám là Catherine.

## Những năm đầu đời (1637–1660)
Năm 1629, Edward Hyde kết hôn với người vợ đầu tiên là Anne Ayliffe xứ Grittenham. Sáu tháng sau khi kết hôn, Anne bị mắc bệnh đậu mùa, sảy thai và qua đời. Ba năm sau, Edward kết hôn với Frances Aylesbury. Năm 1637, con gái lớn của cặp vợ chồng là Anne được sinh ra tại Cranbourne Lodge tại Windsor, đặt tên theo người vợ đầu tiên của Edward Hyde. Hầu như không có thông tin gì về cuộc sống của Anne trước năm 1649, khi gia đình bà chạy trốn đến Hà Lan sau vụ hành quyết Vua Charles I. Trong Nội chiến Anh lần thứ nhất, Edward Hyde là cố vấn hàng đầu cho Charles I, sau đó buộc phải lưu vong cùng con trai là Charles II vào năm 1646. Gia đình Anne định cư tại Breda, nơi họ được Mary, Vương phi xứ Oranje cung cấp nơi trú ẩn cho nhiều người tị nạn từ Anh. Vương phi bổ nhiệm Anne làm thị tùng, điều trái với mong muốn của Vương hậu Henriette Marie, người căm ghét Hyde.
Anne trở nên được yêu mến bởi những người mà bà gặp tại Den Haag hoặc tại ngôi nhà của Vương phi xứ Oranje ở Teylingen. Anne hấp dẫn và sành điệu, và đã thu hút nhiều người đàn ông, Một trong những người đầu tiên yêu bà là Spencer Compton, con trai của Bá tước xứ Northampton. Anne nhanh chóng yêu Henry Jermyn, người đã đáp lại tình cảm của bà, nhưng đã từ chối Jermyn ngay khi gặp James, Công tước xứ York, con trai của nhà vua bị phế truất. Vào ngày 24 tháng 11 năm 1659, hai hoặc ba năm sau lần đầu tiên gặp nhau, James hứa rằng ông sẽ cưới Anne, bất chấp sự phản đối của nhiều người, bao gồm cả cha của Anne, người đã giam cầm con gái trong một căn phòng và được cho là đã thúc giục Charles xử tử Anne. Charles từ chối điều này, cho rằng tính cách mạnh mẽ của Anne sẽ có ảnh hưởng tích cực đến người em trai nhu nhược của mình.

## Công tước phu nhân xứ York (1660–71)

### Kết hôn

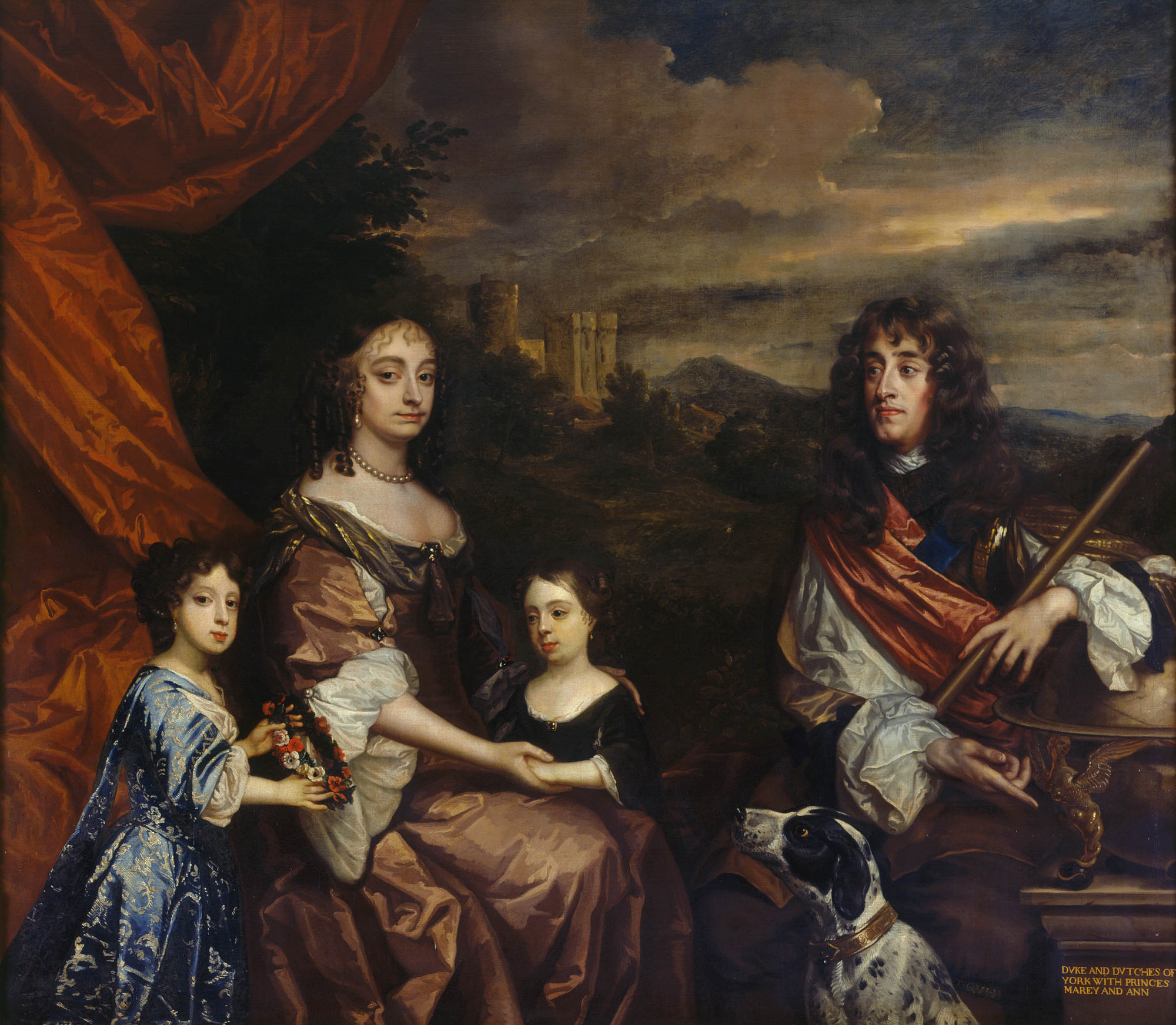
Một bức chân dung của Anne, James và hai cô con gái Mary và Anne (bức chân dung này dựa trên bức chân dung trước đó của Anne và James).

Sau khi Anne có thai vào năm 1660, cặp đôi buộc phải kết hôn. Họ tổ chức lễ kết hôn chính thức nhưng riêng tư tại Luân Đôn vào ngày 3 tháng 9 năm 1660, sau khi chế độ quân chủ được phụ hồi. Đám cưới diễn ra vào khoảng 11 giờ đêm và 2 giờ sáng tại Dinh thự Worcester – nhà của cha Anne tại The Strand – và được Tiến sĩ Joseph Crowther, giáo sĩ của James, chủ trì. Đại sứ Pháp mô tả Anne là người có "lòng dũng cảm, sự thông minh và năng lượng gần như xứng đáng với dòng máu của một vị vua". Đứa con đầu lòng của cặp vợ chồng là Charles sinh ra vào tháng 10, nhưng qua đời vào bảy tháng sau đó. Bảy người con tiếp theo lần lượt là Mary (1662–1694), James (1663–1667), Anne (1665–1714), Charles (1666–1667), Edgar (1667–1671), Henrietta (1669–1671) và Catherine (1671–1671). Tất cả người con trai và hai người con gái của họ đều qua đời khi còn nhỏ.
Ngay cả sau khi họ kết hôn, một số nhà quan sát vẫn không chấp nhận quyết định của vương tử, bất kể những gì ông đã hứa trước đó. Samuel Pepys đã bình luận về cuộc hôn nhân như sau: "... cuộc hôn nhân của Công tước xứ York với bà đã hủy hoại vương quốc, bằng cách biến ngài Chưởng ấn trở nên vĩ đại đến mức không thể với tới, nếu không thì ông ta chỉ là một người đàn ông bình thường, dễ bị những người khác xử lý..." Sau cái chết của Anne, triều đình vương thất đã cố gắng tìm người vợ mới cho James, nhưng người vợ này, trong bất kỳ hoàn cảnh nào cũng không được xuất thân từ tầng lớp thấp kém. Pepys đã miêu tả James là một người cha tốt, nhưng kỳ lạ thay, ông lại cho rằng Anne và James không hề bị ảnh hưởng bởi cái chết của người con trai đầu lòng. Pepys cũng mô tả Anne "không chỉ là người phụ nữ kiêu hãnh nhất thế giới mà còn là người tốn kém nhất." Ngay cả trong tâm trí của cháu trai James là Willem III xứ Oranje (sau này trở thành con rể của Anne), và của chị họ James là Sophie của Pfalz, sự kỳ thị về xuất thân thấp hèn của gia tộc Hyde vẫn còn.

### Cuộc sống gia đình

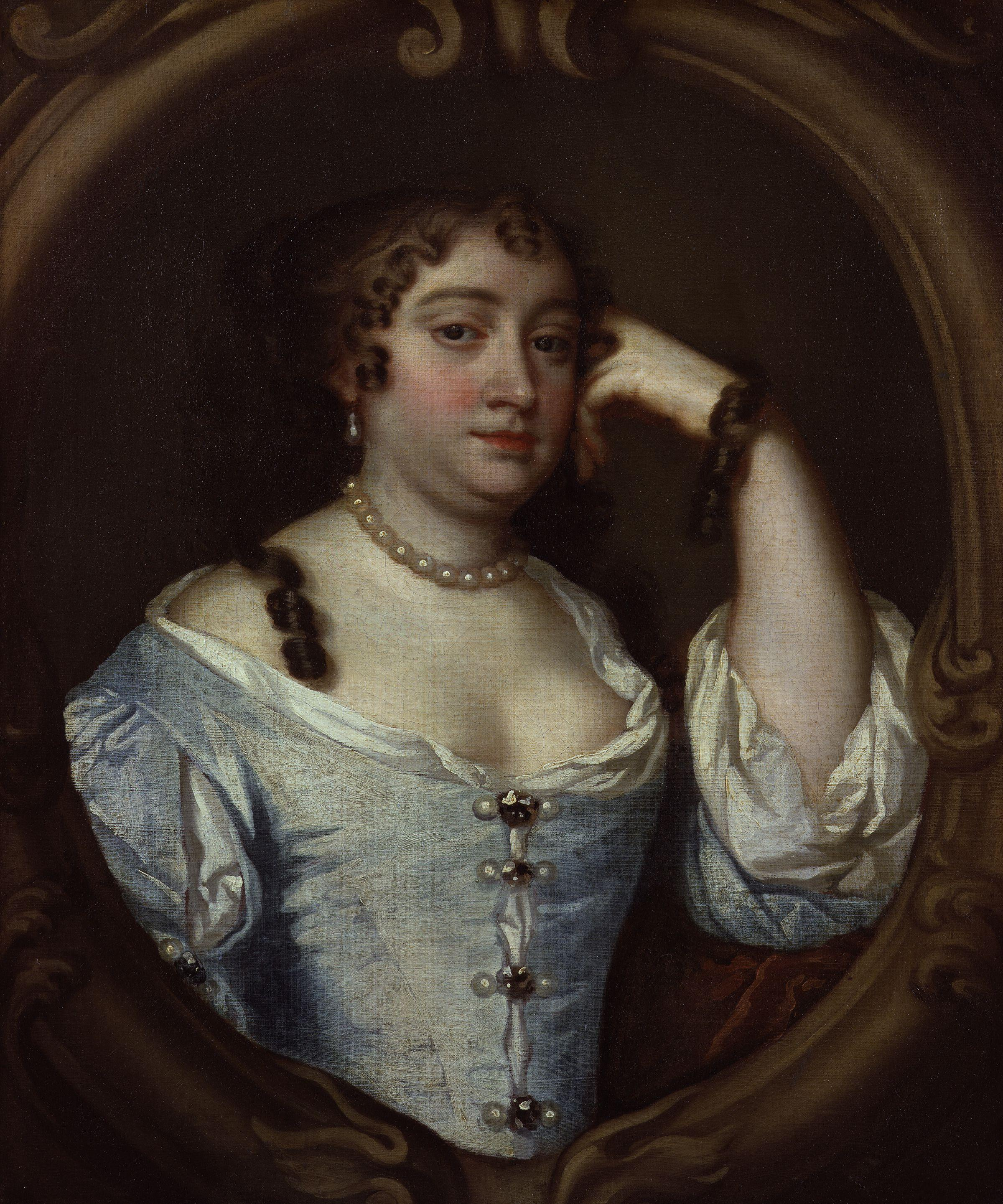
Anne, được vẽ bởi Lely vào khoảng 1670.

Anne không được lòng mọi người trong triều đình, mặc dù được anh rể yêu mến. Được gọi là "kẻ lăng nhăng vô liêm sỉ nhất thời bấy giờ", James có rất nhiều tình nhân trong suốt cuộc hôn nhân với Anne, như Arabella Churchill, mẹ của người con ngoài giá thú là Công tước xứ Berwick. Anne không hề quên những lần ngoại tình của chồng, và Pepys ghi lại rằng bà ghen tuông và trách móc James. Tuy nhiên, Pepys cũng khẳng định rằng cặp đôi khét tiếng vì thể hiện tình cảm nơi công cộng, hôn nhau và dựa vào nhau. Pepys cũng viết rằng khi James yêu Phu nhân Chesterfield, Anne phàn nàn với Charles một cách dai dẳng rằng Phu nhân Chesterfield phải rút lui về vùng nông thôn, nơi bà ở lại cho đến khi qua đời.
Nhà sử học John Callow khẳng định Anne "là người có tác động lớn nhất" đến quá trình khiến James trở thành người Công giáo. Lớn lên trong truyền thống Giáo Hội Cao Cấp Anh giáo có liên hệ chặt chẽ với các hình thức và nghi lễ của Công giáo, Anne đã ngừng tham dự buổi lễ Anh giáo vào năm 1669. James cũng cải đạo vào khoảng thời gian đó, nhưng theo yêu cầu của Charles, James đã trì hoãn việc công bố sự cải đạo cho đến năm 1673. Mặc dù Charles sau đó đã cải sang Công giáo trong lúc hấp hối, nhưng vì lý do chính trị, ông vẫn khăng khăng rằng con cái của James phải được nuôi dạy theo đạo Tin lành, để cả Mary và Anne đều là thành viên của Giáo hội Anh.

## Qua đời

Huy hiệu của Anne Hyde.

Anne lâm bệnh 15 tháng sau khi sinh con trai út, Edgar. Sau đó, bà hạ sinh Henrietta năm 1669 và Catherine năm 1671, nhưng không bao giờ hồi phục sau khi sinh Catherine. Anne qua đời vào ngày 31 tháng 3 năm 1671 vì căn bệnh ung thư vú. Trong lúc hấp hối, hai người anh trai của Anne là Henry và Laurence đã cố gắng đưa một linh mục Anh giáo đến để ban lễ, nhưng Anne từ chối, và bà nhận được viaticum của Giáo hội Công giáo. Hai ngày sau khi qua đời, thi hài ướp xác của Anne được chôn cất tại hầm mộ của Mary, Nữ vương Scotland tại Nhà nguyện Henry VII của Tu viện Westminster. Vào tháng 6 năm 1671, người con trai duy nhất còn sống của Anne là Edgar qua đời, tiếp theo đó là Catherine vào tháng 12, để lại Mary và Anne là những người thừa kế của Công tước xứ York.
Sau cái chết của Anne Hyde, một bức chân dung của bà được vẽ bởi Willem Wissing đã được Mary II tương lai đặt vẽ. Bức tranh từng được treo phía trên cửa Phòng khách của Nữ vương của Nhà vườn tại Lâu đài Windsor. Hai năm sau cái chết của người vợ đầu tiên, James kết hôn với một công nữ Công giáo là Maria xứ Modena, người đã sinh ra James Francis Edward, con trai duy nhất của James sống sót đến tuổi trưởng thành. James trở thành vua của Anh, Ireland và Scotland năm 1685, lấy tên hiệu là James II & VII, nhưng bị phế truất trong cuộc Cách mạng Vinh quang năm 1688. Sau đó, ngai vàng được Quốc hội trao cho con gái lớn của James II là Mary và chồng là Willem III xứ Oranje. Sau khi Mary và William lần lượt qua đời vào năm 1694 và 1702, người con duy nhất còn sống của Anne Hyde và James II là Anne trở thành Nữ vương của cả ba vương quốc, và là quân chủ đầu tiên của Vương quốc Đại Anh vào năm 1707.

## Con cái
| Tên                                        | Sinh                      | Mất                       | Ghi chú |
| ------------------------------------------ | ------------------------- | ------------------------- | --- |
| Charles, Công tước xứ Cambridge            | Ngày 22 tháng 10 năm 1660 | Ngày 5 tháng 5 năm 1661   | Sinh ra hai tháng sau cuộc hôn nhân hợp pháp của cha mẹ, qua đời khi mới bảy tháng tuổi vì bệnh đậu mùa.                                                                                                   |
| Mary II, Nữ vương Anh, Scotland và Ireland | Ngày 30 tháng 4 năm 1662  | Ngày 28 tháng 12 năm 1694 | Kết hôn với anh họ Willem III, Thân vương xứ Oranje vào năm 1677. Mary và chồng lên ngôi năm 1689 sau khi cha bị phế truất. Không có con cái nào sống sót.                                                 |
| James, Công tước xứ Cambridge              | Ngày 12 tháng 7 năm 1663  | Ngày 20 tháng 6 năm 1667  | Qua đời vì bệnh dịch hạch. |
| Anne, Nữ vương Đại Anh và Ireland          | Ngày 6 tháng 2 năm 1665   | Ngày 1 tháng 8 năm 1714   | Kết hôn với Jørgen của Đan Mạch năm 1683. Người kế vị anh rể và anh họ vào năm 1702, và là Nữ vương đầu tiên của Vương quốc Liên hiệp Anh theo Đạo luật Liên minh năm 1707. Không có con cái nào sống sót. |
| Charles, Công tước xứ Kendal               | Ngày 4 tháng 7 năm 1666   | Ngày 22 tháng 5 năm 1667  | Qua đời vì co giật. |
| Edgar, Công tước xứ Cambridge              | Ngày 14 tháng 9 năm 1667  | Ngày 8 tháng 6 năm 1671   | Qua đời khi còn nhỏ. |
| Henrietta                                  | Ngày 13 tháng 1 năm 1669  | 15 tháng 11 năm 1669      | Qua đời khi còn nhỏ. |
| Catherine                                  | Ngày 9 tháng 2 năm 1671   | Ngày 5 tháng 12 năm 1671  | Qua đời khi còn nhỏ. |

## Tổ tiên
|  |                                              |  |  |  |  |  |  |  |  |  |  |  | 16. Robert Hyde xứ Norbury |  |  |  |
|  |                                              |  |  |  |  |  |  |  |  |  |  |  |                            |  |  |  |
|  |                                              |  |  |  |  |  |  |  |  |  |  |  |                            |  |  |  |
|  |                                              |  |  |  |  |  |  |  |  |  |  |  |                            |  |  |  |
|  | 8. Lawrence Hyde xứ Tisbury                  |  |  |  |  |  |  |  |  |  |  |  |                            |  |  |  |
|  |                                              |  |  |  |  |  |  |  |  |  |  |  |                            |  |  |  |
|  |                                              |  |  |  |  |  |  |  |  |  |  |  |                            |  |  |  |
|  |                                              |  |  |  |  |  |  |  |  |  |  |  |                            |  |  |  |
|  | 17. Katherine Boydell                        |  |  |  |  |  |  |  |  |  |  |  |                            |  |  |  |
|  |                                              |  |  |  |  |  |  |  |  |  |  |  |                            |  |  |  |
|  |                                              |  |  |  |  |  |  |  |  |  |  |  |                            |  |  |  |
|  |                                              |  |  |  |  |  |  |  |  |  |  |  |                            |  |  |  |
|  | 4. Henry Hyde                                |  |  |  |  |  |  |  |  |  |  |  |                            |  |  |  |
|  |                                              |  |  |  |  |  |  |  |  |  |  |  |                            |  |  |  |
|  |                                              |  |  |  |  |  |  |  |  |  |  |  |                            |  |  |  |
|  |                                              |  |  |  |  |  |  |  |  |  |  |  |                            |  |  |  |
|  | 18. Nicholas Sibell xứ Farningham            |  |  |  |  |  |  |  |  |  |  |  |                            |  |  |  |
|  |                                              |  |  |  |  |  |  |  |  |  |  |  |                            |  |  |  |
|  |                                              |  |  |  |  |  |  |  |  |  |  |  |                            |  |  |  |
|  |                                              |  |  |  |  |  |  |  |  |  |  |  |                            |  |  |  |
|  | 9. Anne Sibell                               |  |  |  |  |  |  |  |  |  |  |  |                            |  |  |  |
|  |                                              |  |  |  |  |  |  |  |  |  |  |  |                            |  |  |  |
|  |                                              |  |  |  |  |  |  |  |  |  |  |  |                            |  |  |  |
|  |                                              |  |  |  |  |  |  |  |  |  |  |  |                            |  |  |  |
|  |                                              |  |  |  |  |  |  |  |  |  |  |  |                            |  |  |  |
|  |                                              |  |  |  |  |  |  |  |  |  |  |  |                            |  |  |  |
|  |                                              |  |  |  |  |  |  |  |  |  |  |  |                            |  |  |  |
|  |                                              |  |  |  |  |  |  |  |  |  |  |  |                            |  |  |  |
|  | 2. Edward Hyde, Bá tước thứ 1 xứ Clarendon   |  |  |  |  |  |  |  |  |  |  |  |                            |  |  |  |
|  |                                              |  |  |  |  |  |  |  |  |  |  |  |                            |  |  |  |
|  |                                              |  |  |  |  |  |  |  |  |  |  |  |                            |  |  |  |
|  |                                              |  |  |  |  |  |  |  |  |  |  |  |                            |  |  |  |
|  | 20. Alexander Langford xứ Trowbridge         |  |  |  |  |  |  |  |  |  |  |  |                            |  |  |  |
|  |                                              |  |  |  |  |  |  |  |  |  |  |  |                            |  |  |  |
|  |                                              |  |  |  |  |  |  |  |  |  |  |  |                            |  |  |  |
|  |                                              |  |  |  |  |  |  |  |  |  |  |  |                            |  |  |  |
|  | 10. Edward Langford xứ Trowbridge            |  |  |  |  |  |  |  |  |  |  |  |                            |  |  |  |
|  |                                              |  |  |  |  |  |  |  |  |  |  |  |                            |  |  |  |
|  |                                              |  |  |  |  |  |  |  |  |  |  |  |                            |  |  |  |
|  |                                              |  |  |  |  |  |  |  |  |  |  |  |                            |  |  |  |
|  |                                              |  |  |  |  |  |  |  |  |  |  |  |                            |  |  |  |
|  |                                              |  |  |  |  |  |  |  |  |  |  |  |                            |  |  |  |
|  |                                              |  |  |  |  |  |  |  |  |  |  |  |                            |  |  |  |
|  |                                              |  |  |  |  |  |  |  |  |  |  |  |                            |  |  |  |
|  | 5. Mary Langford                             |  |  |  |  |  |  |  |  |  |  |  |                            |  |  |  |
|  |                                              |  |  |  |  |  |  |  |  |  |  |  |                            |  |  |  |
|  |                                              |  |  |  |  |  |  |  |  |  |  |  |                            |  |  |  |
|  |                                              |  |  |  |  |  |  |  |  |  |  |  |                            |  |  |  |
|  | 22. Thomas St Barbe xứ Homington             |  |  |  |  |  |  |  |  |  |  |  |                            |  |  |  |
|  |                                              |  |  |  |  |  |  |  |  |  |  |  |                            |  |  |  |
|  |                                              |  |  |  |  |  |  |  |  |  |  |  |                            |  |  |  |
|  |                                              |  |  |  |  |  |  |  |  |  |  |  |                            |  |  |  |
|  | 11. Mary St Barbe                            |  |  |  |  |  |  |  |  |  |  |  |                            |  |  |  |
|  |                                              |  |  |  |  |  |  |  |  |  |  |  |                            |  |  |  |
|  |                                              |  |  |  |  |  |  |  |  |  |  |  |                            |  |  |  |
|  |                                              |  |  |  |  |  |  |  |  |  |  |  |                            |  |  |  |
|  | 23. Joan                                     |  |  |  |  |  |  |  |  |  |  |  |                            |  |  |  |
|  |                                              |  |  |  |  |  |  |  |  |  |  |  |                            |  |  |  |
|  |                                              |  |  |  |  |  |  |  |  |  |  |  |                            |  |  |  |
|  |                                              |  |  |  |  |  |  |  |  |  |  |  |                            |  |  |  |
|  | 1. Anne Hyde                                 |  |  |  |  |  |  |  |  |  |  |  |                            |  |  |  |
|  |                                              |  |  |  |  |  |  |  |  |  |  |  |                            |  |  |  |
|  |                                              |  |  |  |  |  |  |  |  |  |  |  |                            |  |  |  |
|  |                                              |  |  |  |  |  |  |  |  |  |  |  |                            |  |  |  |
|  |                                              |  |  |  |  |  |  |  |  |  |  |  |                            |  |  |  |
|  |                                              |  |  |  |  |  |  |  |  |  |  |  |                            |  |  |  |
|  |                                              |  |  |  |  |  |  |  |  |  |  |  |                            |  |  |  |
|  |                                              |  |  |  |  |  |  |  |  |  |  |  |                            |  |  |  |
|  | 12. William Aylesbury                        |  |  |  |  |  |  |  |  |  |  |  |                            |  |  |  |
|  |                                              |  |  |  |  |  |  |  |  |  |  |  |                            |  |  |  |
|  |                                              |  |  |  |  |  |  |  |  |  |  |  |                            |  |  |  |
|  |                                              |  |  |  |  |  |  |  |  |  |  |  |                            |  |  |  |
|  |                                              |  |  |  |  |  |  |  |  |  |  |  |                            |  |  |  |
|  |                                              |  |  |  |  |  |  |  |  |  |  |  |                            |  |  |  |
|  |                                              |  |  |  |  |  |  |  |  |  |  |  |                            |  |  |  |
|  |                                              |  |  |  |  |  |  |  |  |  |  |  |                            |  |  |  |
|  | 6. Thomas Aylesbury, Tòng nam tước thứ nhất  |  |  |  |  |  |  |  |  |  |  |  |                            |  |  |  |
|  |                                              |  |  |  |  |  |  |  |  |  |  |  |                            |  |  |  |
|  |                                              |  |  |  |  |  |  |  |  |  |  |  |                            |  |  |  |
|  |                                              |  |  |  |  |  |  |  |  |  |  |  |                            |  |  |  |
|  | 26. John Poole xứ Sapperton, Gloucestershire |  |  |  |  |  |  |  |  |  |  |  |                            |  |  |  |
|  |                                              |  |  |  |  |  |  |  |  |  |  |  |                            |  |  |  |
|  |                                              |  |  |  |  |  |  |  |  |  |  |  |                            |  |  |  |
|  |                                              |  |  |  |  |  |  |  |  |  |  |  |                            |  |  |  |
|  | 13. Anne Poole                               |  |  |  |  |  |  |  |  |  |  |  |                            |  |  |  |
|  |                                              |  |  |  |  |  |  |  |  |  |  |  |                            |  |  |  |
|  |                                              |  |  |  |  |  |  |  |  |  |  |  |                            |  |  |  |
|  |                                              |  |  |  |  |  |  |  |  |  |  |  |                            |  |  |  |
|  |                                              |  |  |  |  |  |  |  |  |  |  |  |                            |  |  |  |
|  |                                              |  |  |  |  |  |  |  |  |  |  |  |                            |  |  |  |
|  |                                              |  |  |  |  |  |  |  |  |  |  |  |                            |  |  |  |
|  |                                              |  |  |  |  |  |  |  |  |  |  |  |                            |  |  |  |
|  | 3. Frances Aylesbury                         |  |  |  |  |  |  |  |  |  |  |  |                            |  |  |  |
|  |                                              |  |  |  |  |  |  |  |  |  |  |  |                            |  |  |  |
|  |                                              |  |  |  |  |  |  |  |  |  |  |  |                            |  |  |  |
|  |                                              |  |  |  |  |  |  |  |  |  |  |  |                            |  |  |  |
|  | 28. Nicholas Denman                          |  |  |  |  |  |  |  |  |  |  |  |                            |  |  |  |
|  |                                              |  |  |  |  |  |  |  |  |  |  |  |                            |  |  |  |
|  |                                              |  |  |  |  |  |  |  |  |  |  |  |                            |  |  |  |
|  |                                              |  |  |  |  |  |  |  |  |  |  |  |                            |  |  |  |
|  | 14. Francis Denman, Rector of West Retford   |  |  |  |  |  |  |  |  |  |  |  |                            |  |  |  |
|  |                                              |  |  |  |  |  |  |  |  |  |  |  |                            |  |  |  |
|  |                                              |  |  |  |  |  |  |  |  |  |  |  |                            |  |  |  |
|  |                                              |  |  |  |  |  |  |  |  |  |  |  |                            |  |  |  |
|  | 29. Anne Hercy                               |  |  |  |  |  |  |  |  |  |  |  |                            |  |  |  |
|  |                                              |  |  |  |  |  |  |  |  |  |  |  |                            |  |  |  |
|  |                                              |  |  |  |  |  |  |  |  |  |  |  |                            |  |  |  |
|  |                                              |  |  |  |  |  |  |  |  |  |  |  |                            |  |  |  |
|  | 7. Anne Denman                               |  |  |  |  |  |  |  |  |  |  |  |                            |  |  |  |
|  |                                              |  |  |  |  |  |  |  |  |  |  |  |                            |  |  |  |
|  |                                              |  |  |  |  |  |  |  |  |  |  |  |                            |  |  |  |
|  |                                              |  |  |  |  |  |  |  |  |  |  |  |                            |  |  |  |
|  | 30. Robert Blount xứ Eckington, Derbyshire   |  |  |  |  |  |  |  |  |  |  |  |                            |  |  |  |
|  |                                              |  |  |  |  |  |  |  |  |  |  |  |                            |  |  |  |
|  |                                              |  |  |  |  |  |  |  |  |  |  |  |                            |  |  |  |
|  |                                              |  |  |  |  |  |  |  |  |  |  |  |                            |  |  |  |
|  | 15. Ann Blount                               |  |  |  |  |  |  |  |  |  |  |  |                            |  |  |  |
|  |                                              |  |  |  |  |  |  |  |  |  |  |  |                            |  |  |  |
|  |                                              |  |  |  |  |  |  |  |  |  |  |  |                            |  |  |  |

## Trong phim ảnh
- Trong phim truyền hình ngắn tập 2003 Charles II: The Power and The Passion (hay The Last King), Anne Hyde được thủ vai bởi Tabitha Wady.[49]